# Lijst van spelers van Brighton & Hove Albion FC
Deze lijst omvat voetballers die bij de Engelse voetbalclub Brighton & Hove Albion FC spelen of gespeeld hebben. De spelers zijn alfabetisch gerangschikt.

## A
- Torbjørn Agdestein
- Kemy Agustien
- Soufyan Ahannach
- Ade Akinbiyi
- Derek Allan
- Mikkel Andersen
- Calvin Andrew
- Casper Ankergren
- Joe Anyinsah
- Diego Arismendi
- Gerry Armstrong

## B
- Ian Baird
- Zoumana Bakayogo
- Al Bangura
- George Barker
- Richie Barker
- Ashley Barnes
- Graham Barrett
- Augustin Battipiedi
- Cristian Baz
- Phil Beal
- Dave Beasant
- Mark Beeney
- Willie Bell
- Trevor Benjamin
- Elliott Bennett
- Mickey Bennett
- Roland Bergkamp
- Bernardo
- Alexis Bertin
- Dean Blackwell
- Alan Blayney
- Gary Borrowdale
- Dean Bowditch
- John Boyle
- Peter Brezovan
- Liam Bridcutt
- Paul Brooker
- Frank Buckley
- Will Buckley
- Steve Burtenshaw
- Guy Butters
- John Byrne
- Paul Byrne

## C
- Moisés Caicedo
- Iñigo Calderon
- David Cameron
- Joe Carolan
- Sébastien Carole
- Richard Carpenter
- Jake Caskey
- Florent Chaigneau
- Scott Chamberlain
- Steve Claridge
- Ray Clarke
- David Clarkson
- Steve Cook
- Tommy Cook
- Dean Cox
- Andrew Crofts
- Andrew Crosby
- Marc Cucurella
- Danny Cullip
- Ian Culverhouse
- Alan Curbishley
- Jack Curran
- Darren Currie

## D
- Arron Davies
- Craig Davies
- Brian Dear
- Maxim De Cuyper
- Gary Dicker
- Liam Dickinson
- Jonny Dixon
- Jason Dodd
- Jack Doran
- Lewis Dunk

## E
- Alistair Edwards
- Adam El-Abd
- Nathan Elder
- Gary Elphick
- Tommy Elphick

## F
- Pat Farrell
- Mark Farrington
- Justin Fashanu
- Ansu Fati
- Evan Ferguson
- Stuart Fleetwood
- Scott Flinders
- Ross Flitney
- Wes Fogden
- Derek Forster
- Nicky Forster
- Steve Foster
- Tommy Fraser
- Alexandre Frutos

## G
- Sam Gargan
- Moshe Gariani
- Joe Gatting
- Steve Gatting
- Billy Gilmour
- Valur Gíslason
- Igor Goerinovitsj
- Sergei Gotsmanov
- Wayne Gray
- Tony Grealish
- Christopher Greatwich
- Gordon Greer
- Pascal Groß

## H
- Grant Hall
- Dean Hammond
- Dan Harding
- Ryan Harley
- Gary Hart
- Colin Hawkins
- Matt Heath
- Darius Henderson
- Wayne Henderson
- Lee Hendrie
- Adam Hinshelwood
- Paul Hinshelwood
- Danny Holla
- David Hollins
- Chris Holroyd
- Paul Holsgrove
- Jimmy Hopkins
- Mel Hopkins
- Brian Horton
- Will Hoskins
- Graham Howell
- Gary Howlett
- Gavin Hoyte

## I
- Ívar Ingimarsson
- Ştefan Iovan
- Willie Irvine
- Chris Iwelumo
- José Izquierdo

## J
- Alan Jackson
- Alireza Jahanbakhsh
- Albert Jarrett
- Jason Jarrett
- John Jenkins
- Samuel Jennings
- Alistair John
- Bradley Johnson
- Mike Johnson
- Leslie Jones
- Nathan Jones

## K
- Yaser Kasim
- Colin Kâzim-Richards
- Martin Keown
- Stewart Kerr
- Phil King
- Joe Kinnear
- Radostin Kishishev
- Leon Knight
- Anthony Knockaert
- Hans Kraay jr.
- Tim Krul
- Michel Kuipers

## L
- Jimmy Langley
- Adam Lallana
- Rajiv van La Parra
- Mark Lawrenson
- Junior Lewis
- David Livermore
- Jürgen Locadia
- Doug Loft
- Keith Lowe
- Kazenga LuaLua
- Bertie Lutton
- Joel Lynch

## M
- Craig Mackail-Smith
- Niki Mäenpää
- Jimmy Magill
- Vitālijs Maksimenko
- Elvis Manu
- Russell Martin
- David Martot
- Aleš Matějů
- Neal Maupay
- Kerry Mayo
- Mark McCammon
- Shane McFaul
- Kevin McLeod
- Jimmy McNulty
- Chris McPhee
- Paul McShane
- Raphael Meade
- Stephen Melton
- James Milner
- Yankuba Minteh
- Jeff Minton
- Maheta Molango
- Jamie Moralee
- Sammy Morgan
- Simon Morgan
- Glenn Murray

## N
- John Napier
- Alan Navarro
- Sammy Nelson
- Aidan Newhouse
- Alexis Nicolas
- Gifton Noel-Williams
- Craig Noone

## O
- George O'Callaghan
- Joe O'Cearuill
- Kieran O'Regan
- Peter O'Sullivan
- Charlie Oatway
- Leo Skiri Østigård
- Lloyd Owusu

## P
- Will Packham
- Marcos Painter
- Colin Pates
- Steve Penney
- Robert Pethick
- Andy Petterson
- John Phillips
- John Piercy
- Geoffrey Pitcher
- Michael Poke
- Davy Pröpper

## R
- Therry Racon
- Zesh Rehman
- Paul Reid
- Sam Rents
- Alex Revell
- Matt Richards
- Andy Ritchie
- Ben Roberts
- Jake Robinson
- John Robinson
- Michael Robinson
- Simon Rodger
- Paul Rogers
- Anthony Rougier
- Doug Rougvie
- Gerry Ryan
- Mathew Ryan

## S
- Robert Sánchez
- Francisco José Sandaza
- Georges Santos
- Dean Saunders
- Bas Savage
- Dave Savage
- Robbie Savage
- Peter Sayer
- Kjell Scherpen
- Dave Sexton
- Rami Shaaban
- Geoff Sidebottom
- Steven Sidwell
- Mike Small
- Bobby Smith
- Gordon Smith
- Graeme Smith
- Jamie Smith
- Matt Sparrow
- Phil Stant
- Frank Stapleton
- Lee Steele
- Gary A. Stevens
- Tony Stokes
- Paul Sturgess
- John Sullivan

## T
- Mauricio Taricco
- Percy Tau
- Martin Thomas
- Mickey Thomas
- Ryan Thomson
- Steven Thomson
- Matt Thornhill
- Kevin Thornton
- Jack Trees
- James Tunnicliffe
- Federico Turienzo
- Leandro Trossard

## U
- Deniz Undav

## V
- Joël Veltman
- Bart Verbruggen
- Romain Vincelot
- Adam Virgo

## W
- Mitch Walker
- Mitchell Walker
- Mark Walton
- Nick Ward
- Peter Ward
- Paul Watson
- Charlie Webb
- Daniel Webb
- Danny Welbeck
- Ian Westlake
- Andy Whing
- Ben White
- Mats Wieffer
- Chris Wilder
- Connor Wilkins
- Howard Wilkinson
- Sam Williams
- Danny Wilson
- Chris Wood
- Trevor Wood
- Jake Wright
- Mark Wright

## Y
- Mark Yeates
- Eric Young
- Willie Young

## Z
- Bobby Zamora